# Chézyho rovnice
Chézyho rovnice je vztahem pro výpočet rychlosti vody v otevřeném korytě. Rovnici odvodil roku 1775 francouzský inženýr Antoine de Chézy. Některé prameny, např.  však udávají datum dřívější, již 1769. Starší evropská literatura uvádí, že ještě před Chézym ji odvodil Brahms roku 1753. Ohledně autorství bylo zřejmě nejasno již počátkem 20. století; např. Tolman uvádí Brahmse jako prvotního autora s velkým otazníkem, zatímco jiné prameny z této doby, ač rovnici uvádějí pod jménem Chézyho, o Brahmsově autorství nepochybují.
Rovnice má tvar:
{\displaystyle v=C{\sqrt {R.i}}}
kde {\displaystyle v} označuje rychlost, {\displaystyle R} hydraulický poloměr (m), {\displaystyle i} sklon čáry energie (pro rovnoměrné proudění je roven podélnému sklonu dna koryta) a {\displaystyle C} je Chézyho rychlostní součinitel (m0,5·s−1), který lze určit podle řady různých vzorců. Je třeba zdůraznit, že Chézyho rovnice byla odvozena a platí pouze v kvadratickém pásmu odporů proudění.
Po dosazení do rovnice kontinuity získáme vztah pro průtok:
{\displaystyle Q=vS=CS{\sqrt {Ri_{0}}}=K{\sqrt {i_{0}}}}
kde {\displaystyle S} je průtočná plocha (m2) a {\displaystyle K} je modul průtoku (m3s−1)
Pro výpočet rychlosti proudění v otevřeném korytě kromě Chézyho rovnice existují i další vztahy, např. Manningova rovnice a další, založené na různých základech. Z nich jsou zajímavé některé empirické rovnice bez členu, vyjadřujícího hydraulickou drsnost koryta, tzv. rovnice bez součinitele drsnosti.